# 拉布里亞
7°15′32″S 64°47′52″W / 7.25889°S 64.79778°W
拉布里亞（葡萄牙語：Lábrea）是巴西的城鎮，位於該國北部，由亞馬遜州負責管轄，始建於1881年3月7日，面積68,509平方公里，海拔高度75米，2008年人口38,451，人口密度每平方公里0.4人。